# Marici

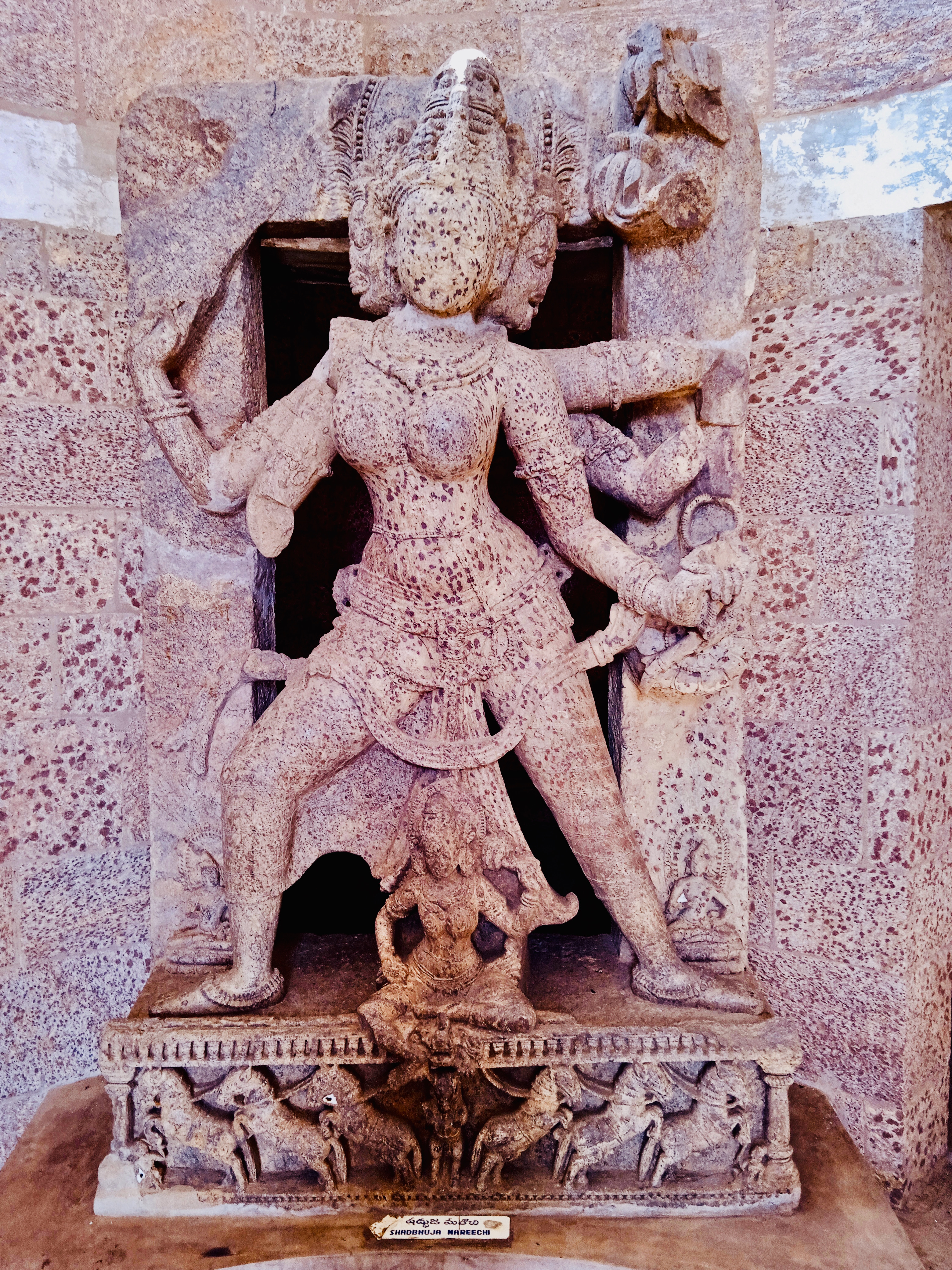
Marici.

Marici är en gudom eller bodhisattva inom buddhismen.
Marici beskrivs som ljusets gudomlighet eller bodhisattva. Detta har tolkats som solen, blixten eller andra former av ljus och tolkningen skiftar utifrån olika regioner i Asien. Marci uppfattas vanligen som en gudinna, men beskrivs i vissa regioner som en manlig gud. 